# Dolní Hrachovice
Dolní Hrachovice (en allemand : Unter Hrachowitz) est une commune du district de Tábor, dans la région de Bohême-du-Sud, en Tchéquie. Sa population s'élevait à 134 habitants en 2020.

## Géographie
Dolní Hrachovice se trouve à 12 km au nord-est de Mladá Vožice, à 12 km au nord-est de Tábor, à 62 km au nord-nord-est de České Budějovice à 71 km au sud-sud-est de Prague.
La commune est limitée par Mladá Vožice au nord, par Rodná à l'est, par Pohnání et Pohnánec au sud et par Ratibořské Hory et Hlasivo à l'ouest.

## Histoire
La première mention écrite du village date de 1550.